# Decreto Leila Diniz
O Decreto-Lei Nº 1.077/1970, também conhecido como Decreto Leila Diniz, foi um decreto assinado pelo presidente Emílio Médici e pelo Ministro da Justiça Alfredo Buzaid, que censurava "material subersivo à moral e bons costumes" nos meios de mídia.
Ele foi assinado dois meses após a atriz Leila Diniz dar uma entrevista para o jornal alternativo O Pasquim onde defendeu o amor livre, a psicanálise, o uso de maconha e criticou o AI-5, o Instituto Nacional do Cinema e a Globo, além de ter falado o total de 72 palavrões, que na época era incomum. Essa edição do jornal se tornou a terceira mais vendida da história do jornal, com 117 mil exemplares.

## Antecedentes

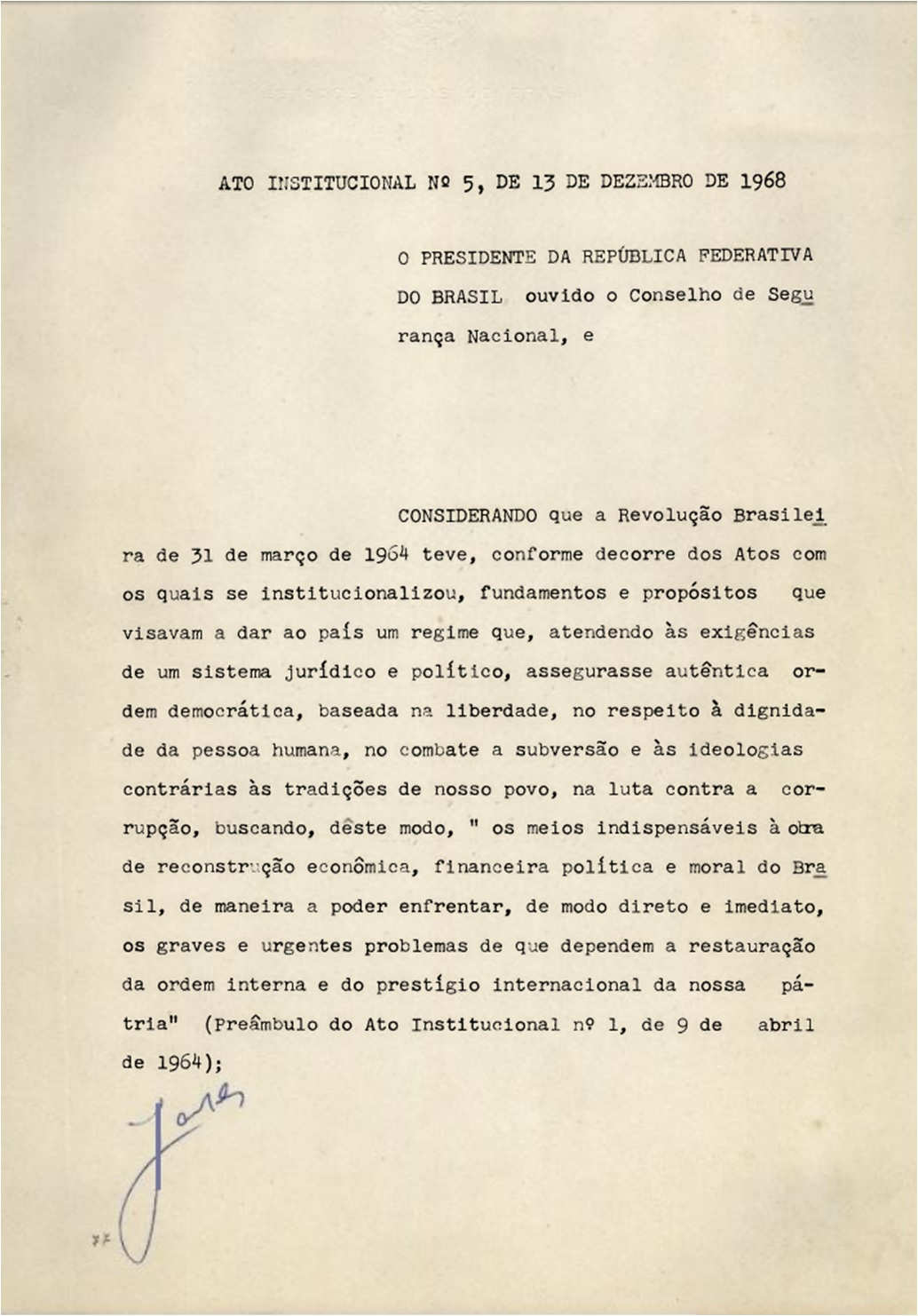
Ato Institucional Nº 5, o mais famoso ato de censura da Ditadura Militar

A Censura no Brasil existiu em todos os seus períodos históricos, até mesmo antes da Independência. Durante a colonização, os livros só poderiam circular no Brasil após serem aprovados pelo Santo Ofício, pela autoridade episcopal e pelo Desembargo do Paço.
Entre os motivos constam calar desafetos políticos e evitar atentados contra a moral e bons costumes. Governantes que exerceram a censura incluem Dom Pedro I durante o Império, Deodoro da Fonseca durante a República da Espada, Prudente de Morais e Artur Bernardes durante a Primeira República, Getúlio Vargas durante o Estado Novo e Getúlio Vargas novamente, Jânio Quadros e João Goulart na Nova República.
Em 1964, se instaurou uma Ditadura Militar no Brasil, que tinha um forte cunho conservador em relação à moralidade. A censura estava presente desde o começo do regime, que já contava com órgãos governamentais criados antes da Ditadura, como o Serviço de Censura de Diversões Públicas, criado em 1945. A repressão foi crescendo aos poucos e em 1967 foi promulgada nova constituição, que previa censura em caso de propaganda de guerra, subversão ou preconceito. No mesmo ano, Castelo Branco publicou, pouco após o fechamento do Congresso Nacional, a Lei de Imprensa, que consolidou o controle do Regime Militar sobre a mídia. Em 13 de dezembro de 1968, Costa e Silva publicou o ato de censura mais famoso da Ditadura, o AI-5. Este foi o ápice da censura no Brasil. Em 1969, Costa e Silva publicou o Decreto-Lei Nº 510, que permitia a censura sem o processo judicial em casos "urgentes".

Leila Diniz era uma estrela do cinema que escandalizava a sociedade na época

Leila Diniz era filha de comunistas e foi uma estrela do cinema que estreou sua carreira nos filmes em 1966, quando fez uma pequena participação no filme O Mundo Alegre de Helô. O filme mais importante de sua carreira, a comédia romântica Todas as Mulheres do Mundo, foi gravado no mesmo ano. Ela foi uma precurssora do movimento feminista no Brasil dos anos 70 e uma figura central na chegada da revolução sexual no  país, escandalizando a sociedade em diversas ocasiões, como em 1971, quando foi à praia de biquini enquanto grávida sem proteger sua barriga com uma bata. Ela foi uma pessoa importante para o cinema brasileiro, chegando a ganhar um prêmio de melhor atriz no Festival de Brasília. Leila morreu em um acidente aéreo quando voltava de um festival na Austrália em 1972, onde recebeu um prêmio pela atuação no filme Mãos Vazias. Ela recebeu reconhecimento de personalidades como Carlos Drummond de Andrade, Rita lee e Milton Nascimento e o Festival de Brasília passou a entregar o Prêmio Leila Diniz, que homenageia mulheres importantes para a história do cinema nacional.

## Entrevista no Pasquim

Leila diniz cedeu entrevista ao Pasquim, onde pregou o amor livre e criticou o AI-5

Em 20 de novembro de 1969, Leila Diniz deu uma polêmica entrevista de roupão e toalha na cabeça para a edição Nº 22 do Pasquim, um dos jornais alternativos de maior circulação da época. Nela, Leila confessou  ter perdido a virgindade com 15 anos, criticou o casamento, defendeu o amor livre, a psicanálise e o uso de maconha e criticou o AI-5, o Instituto Nacional do Cinema e a Globo, além de ter falado o total de 72 palavrões, que fez com que a revista optasse por censurá-los com asteriscos. A edição se tornou a terceira mais vendida da história do jornal, com 117 mil exemplares. Porém, o real alcance da entrevista foi maior, já que foram vendidas fitas piratas com o conteúdo.
De jeito nenhum. Foi o que eu perguntei aos censores: que tipo de preparo tem uma pessoa que vai julgar e censurar uma obra de arte? Eu não teria coragem de ser censor. Se eu fosse julgar uma obra de arte, eu teria de ser uma pessoa inteligentérrima, cultérrima, muito humana e muito por dentro das coisas. Censura é ridículo, não tem sentido nenhum. Do jeito que é feita, inclusive, não tem nenhuma noção de justiça, cultura, nem nada.— Leila Diniz, em entrevista para O Pasquim
Leila, então, se tornou o símbolo nacional da imoralidade pela direita e da alienação pela esquerda. A TV Globo encerrou seu contrato com a atriz e ela foi acusada de ameaçar a moral e os bons costumes. De acordo com Ricky Goodwin, a demissão da Globo foi dura, com a emissora dizendo que "Puta não trabalha aqui". Em janeiro de 1971, dois policiais foram enviados à sede da TV Tupi com um mandato de prisão. Flávio Cavalcanti aconselhou que Leila fugisse durante o intervalo comercial para seu sítio em Petrópolis, e a atriz trocou de roupas com Laudelina Maria Alves e fugiu de carro. Laudelina foi abordada pelos policiais em frente ao número 204 da avenida Epitácio Pessoa, onde Leila morava. Seu advogado, Marcelo Cerqueira, conseguiu convencer o Ministro da Justiça, Alfredo Buzaid, em suspender o mandato de prisão, desde que Leila assinasse um termo se comprometendo a não dizer mais nenhum palavrão em público. A atriz assinou a contragosto.

## Promulgação do decreto
Em 26 de janeiro de 1970, o presidente Emílio Médici e Alfredo Buzaid assinaram o Decreto-Lei Nº 1.077, apelidado de Decreto Leila Diniz, com o objetivo de combater o amor livre e quaisquer outras ações que fossem consideradas "subversivas a moral e aos bons costumes". Ele permitia que a Polícia Federal investigasse "casos de subversão" em material impresso ou gravado e exibições ao vivo. "(...) [O] emprêgo dêsses meios de comunicação obedece a um plano subversivo, que põe em risco a segurança nacional". Em caso positivo, a Polícia Federal, o Conselho Superior de Censura e os juizados Menores, baseados nos artigos 61 e 62 da Lei Nº 5.250/1967, deveriam impor as devidas punições, que incluiam a proibição da exibição do material, queima de material impresso e multa de no mínimo NCr$ 10,00 em caso de publicação ou venda.

## Impacto
O decreto estrangulou os jornais nanicos e alternativos, os obrigando a enviar todas as matérias para Brasília. Já os jornais de grande circulação tiveram censores inseridos nos editoriais para suavizar ou mudar completamente algumas matérias, em um ato de censura prévia. A Indústria Pornográfica foi fortemente afetada, o que levou ao desenvolvimento de cinemas pornográficos clandestinos, como a Boca de Lixo.